# Человек, который сажал деревья
«Человек, который сажал деревья» (фр. L’homme qui plantait des arbres) — рассказ-аллегория французского писателя Жана Жионо, опубликованный в 1953 году и известный также как «История Эльзеара Буффье», «Самый выдающийся человек из всех, кого я встречал» и «Человек, который сажал Надежду и пожинал Счастье».
В нём говорится о некоем пастухе, который в течение первой половины XX века собственными силами успешно восстановил лес в пустынной долине в предгорьях Альп близ Прованса. Рассказ довольно короткий — около 4 000 слов.

## Сюжет
История рассказана от лица безымянного 21-летнего юноши (хотя и предполагалось, что этим рассказчиком мог быть сам автор, Жан Жионо, он этого никогда не подтверждал). История начинается в 1910 году, когда этот молодой человек в одиночку совершает долгое пешее путешествие через Прованс (Франция) в Альпы, наслаждаясь видами почти нетронутой дикой местности.
Дойдя до пустынной безлесной долины, где растёт только дикая лаванда, и нет следов цивилизации, кроме старых, опустевших, развалившихся домов, рассказчик обнаруживает, что у него кончился запас воды. Он находит только пересохший колодец, однако его спасает от жажды немолодой пастух, который отводит юношу к источнику.
Рассказчику хочется узнать, что это за человек и почему он избрал такую отшельническую жизнь, поэтому он ненадолго задерживается у пастуха. Выясняется, что после смерти жены и сына пастух уединился в безлюдной долине, где решил восстановить разрушенную экосистему, собственными силами выращивая там лес, дерево за деревом. Имя этого человека — Эльзеар Буффье. Он выдавливает ямки в почве своим витым посохом и сажает в них желуди, собранные им за много миль отсюда.
Рассказчик покидает пастуха и возвращается домой, и вскоре принимает участие в Первой мировой войне. В 1920 году, контуженный и подавленный, он возвращается с войны и с удивлением обнаруживает, что в долине растут молодые деревца всех видов, а из запруд, устроенных пастухом в горах, к ней сбегают свежие ручьи. В безмятежной красоте возрождённой долины рассказчик полностью поправляется и с тех пор навещает Буффье каждый год. Буффье уже не пастух, так как беспокоясь о том, чтобы овцы не навредили его молодым деревцам, он стал пчеловодом.
На протяжении четырёх десятилетий Буффье высаживает деревья, и долина становится похожей на райский сад. К концу истории местность благоустроена и обладает динамичной экосистемой. Проходит совсем немного времени, и лес получает официальную защиту со стороны государства. Так как властям неизвестно о самоотверженной деятельности Буффье, они ошибочно принимают это стремительное разрастание леса за странный природный феномен. В эти места переезжают более 10 000 людей, и все они, сами того не ведая, обязаны своим счастьем Буффье. Рассказчик сообщает об истинном происхождении естественного леса одному из своих друзей, который работает в правительстве, и тот тоже помогает защищать лес.
В последний раз рассказчик навещает Буффье, к тому моменту уже глубокого старика, в 1945 году, после окончания Второй мировой войны. Человек, который сажал деревья, тихо отошел в мир иной в банонском хосписе в 1947 году.

## Правдивая история?
Эта история настолько трогательна, что многие читатели сочли, будто Эльзеар Буффье существовал на самом деле, а в роли рассказчика выступал сам молодой Жан Жионо, и это часть его автобиографии. При жизни Жионо с удовольствием поддерживал веру людей в достоверность рассказа и считал её данью своему мастерству. По словам его дочери, Элин Жионо, «долгое время это было семейным преданием». Тем не менее, в 1957 году в письме главному лесничему округа Динь Жионо сам раскрыл правду:
«Жаль Вас разочаровывать, но Эльзеар Буффье — выдуманный персонаж. Я стремился пробудить в людях любовь к деревьям, а точнее, любовь к посадке деревьев».
Кроме того, он рассказал, что книга была переведена на множество языков, распространялась бесплатно и поэтому имела успех. Он добавил, что хотя она не принесла ему ни сантима, это одна из тех работ, которыми он больше всего гордится.

## Прототипы и аналоги из реальной жизни
Утверждают, что люди из других стран добивались похожих результатов. К примеру, человек по имени Абдул Карим за 19 лет вырастил лес «из ничего» тем же методом, что и Буффье.
Джадав Пайенг, гражданин Индии, создал «из ничего» лес площадью в 5 км².
Организация «Деревья для будущего» утверждает, что с её помощью более 170 000 семей из 6 800 селений Азии, Африки и Америки посадили около 35 миллионов деревьев.
Лауреат Нобелевской премии 2004 года Вангари Маатаи основала движение Зелёный Пояс, участники которого посадили 30 млн деревьев для восстановления окружающей среды Кении.
Кроме того, есть что-то общее между образом Буффье и легендарной личностью XIX века, американцем Джонни Эпплсидом, посадившим не одну тысячу деревьев.
Ещё один неутомимый пропагандист посадки деревьев — Мартинус Дэниел, доктор философских наук, профессор кафедры африканистики Бостонского университета и основатель ZIRRCON (Зимбабвийского института религиозных исследований и экологической охраны). Дэниэл сотрудничал с церковными организациями, которые за долгие годы посадили в Зимбабве миллионы деревьев. Из-за нестабильной обстановки в Зимбабве в последние годы деятельность в этой области значительно сократилась.
Подобным образом обеспокоенный проблемой глобального потепления, Бхошеб Торат высадил 45 млн семян, будучи вдохновлённым книгой. Для этого он основал движение Дандакаранья Абхиян в июне 2006 года в Сангаме (штат Махараштра, Индия). Сангам находится недалеко от шоссе, соединяющего города Пуну и Насик. ЮНЕП отметила в своей кампании Миллиард деревьев эту инициативу, в ходе которой уже было высажено почти 45 миллионов саженцев. В декабрьском выпуске 2008 года индийского журнала Harmony вышла статья известного журналиста Ханед Контрактора о деятельности Бхошеба Тората по распространению информации о глобальном потеплении и о движении Дандакаранья Амбиян. Помимо того, о Бхошебе Торате, который сажает деревья для борьбы с глобальным потеплением, написали в Senior World Chronicle.

## Постановки
В 1987 году канадский мультипликатор Фредерик Бак создал анимационную экранизацию этой истории. 30-минутный короткометражный фильм распространялся в двух версиях — французской и английской — в роли рассказчиков выступали соответственно Филипп Нуаре и Кристофер Пламмер, а продюсировало проект Канадское Телевидение.
В том же году фильм завоевал несколько наград, включая премию Американской академии киноискусства в номинации Лучший анимационный короткометражный фильм.
Фильм возглавляет рейтинг лучших короткометражных фильмов IMDB Архивировано 3 февраля 2011 года., а в 1994 году по результатам голосования деятелей анимационного кино он занял 44 место в списке 50 величайших мультфильмов.
В 2006 году режиссёр труппы Государственного театра кукол (Эдинбург, Шотландия) Ричард Медрингтон создал на основе рассказа театральную кукольную постановку. С июля 2006 года спектакль прошел более 350 раз, включая полностью распроданный показ в 2007 году на фестивале «Эдинбургский Фриндж».